# Aeroportul Internațional V. C. Bird
Aeroportul Internațional V. C. Bird (IATA: ANU, ICAO: TAPA) este un aeroport din St. John's, Parohia Saint John, Antigua și Barbuda ce deservește zona St. John's. Aeroportul a fost tranzitat în 2018 de 767.490 de pasageri. A fost deschis în 1945 și numit după Vere Bird⁠(d).
Situat la o altitudine de 18 m, aeroportul dispune de o singură pistă.